# UEFA Champions League 2014-2015 (fase a gironi)
Questa voce raccoglie un approfondimento sulle gare della fase a gironi dell'edizione 2014-2015 della UEFA Champions League.

## Squadre
| Legenda                                                                                         |
| ----------------------------------------------------------------------------------------------- |
| I club primi e secondi classificati avanzano alla fase a eliminazione diretta                   |
| I club terzi classificati partecipano alla fase a eliminazione diretta della UEFA Europa League |
| I club quarti classificati sono eliminati                                                       |

| Squadre         | Coeff   |
| --------------- | ------- |
| Real Madrid     | 161.542 |
| Barcellona      | 167.542 |
| Bayern Monaco   | 154.328 |
| Chelsea         | 140.949 |
| Benfica         | 129.459 |
| Atlético Madrid | 119.542 |
| Arsenal         | 112.949 |
| Porto           | 105.459 |

| Squadre           | Coeff  |
| ----------------- | ------ |
| Schalke 04        | 95.328 |
| Borussia Dortmund | 82.328 |
| Juventus          | 80.387 |
| PSG               | 80.300 |
| Shakhtar Donetsk  | 78.193 |
| Basilea           | 75.645 |
| Zenit             | 73.899 |
| Manchester City   | 72.949 |

| Squadre          | Coeff  |
| ---------------- | ------ |
| Bayer Leverkusen | 70.328 |
| Olympiacos       | 67.720 |
| CSKA Mosca       | 66.899 |
| Ajax             | 61.862 |
| Liverpool        | 58.949 |
| Sporting Lisbona | 58.459 |
| Galatasaray      | 55.340 |
| Athletic Club    | 54.542 |

| Squadre       | Coeff  |
| ------------- | ------ |
| Anderlecht    | 50.260 |
| Roma          | 39.887 |
| APOEL Nicosia | 37.650 |
| BATE Borisov  | 33.725 |
| Ludogorec     | 18.125 |
| Maribor       | 16.200 |
| Monaco        | 11.300 |
| Malmö         | 6.265  |

## Sorteggio
| Gruppo | 1ª fascia       | 2ª fascia             | 3ª fascia        | 4ª fascia    |
| ------ | --------------- | --------------------- | ---------------- | ------------ |
| A      | Atlético Madrid | Juventus              | Olympiacos       | Malmö FF     |
| B      | Real Madrid     | Basilea               | Liverpool        | Ludogorec    |
| C      | Benfica         | Zenit San Pietroburgo | Bayer Leverkusen | Monaco       |
| D      | Arsenal         | Borussia Dortmund     | Galatasaray      | Anderlecht   |
| E      | Bayern Monaco   | Manchester City       | CSKA Mosca       | Roma         |
| F      | Barcellona      | Paris Saint-Germain   | Ajax             | APOEL        |
| G      | Chelsea         | Schalke 04            | Sporting Lisbona | Maribor      |
| H      | Porto           | Šachtar               | Athletic Bilbao  | BATĖ Borisov |

## Gruppo A

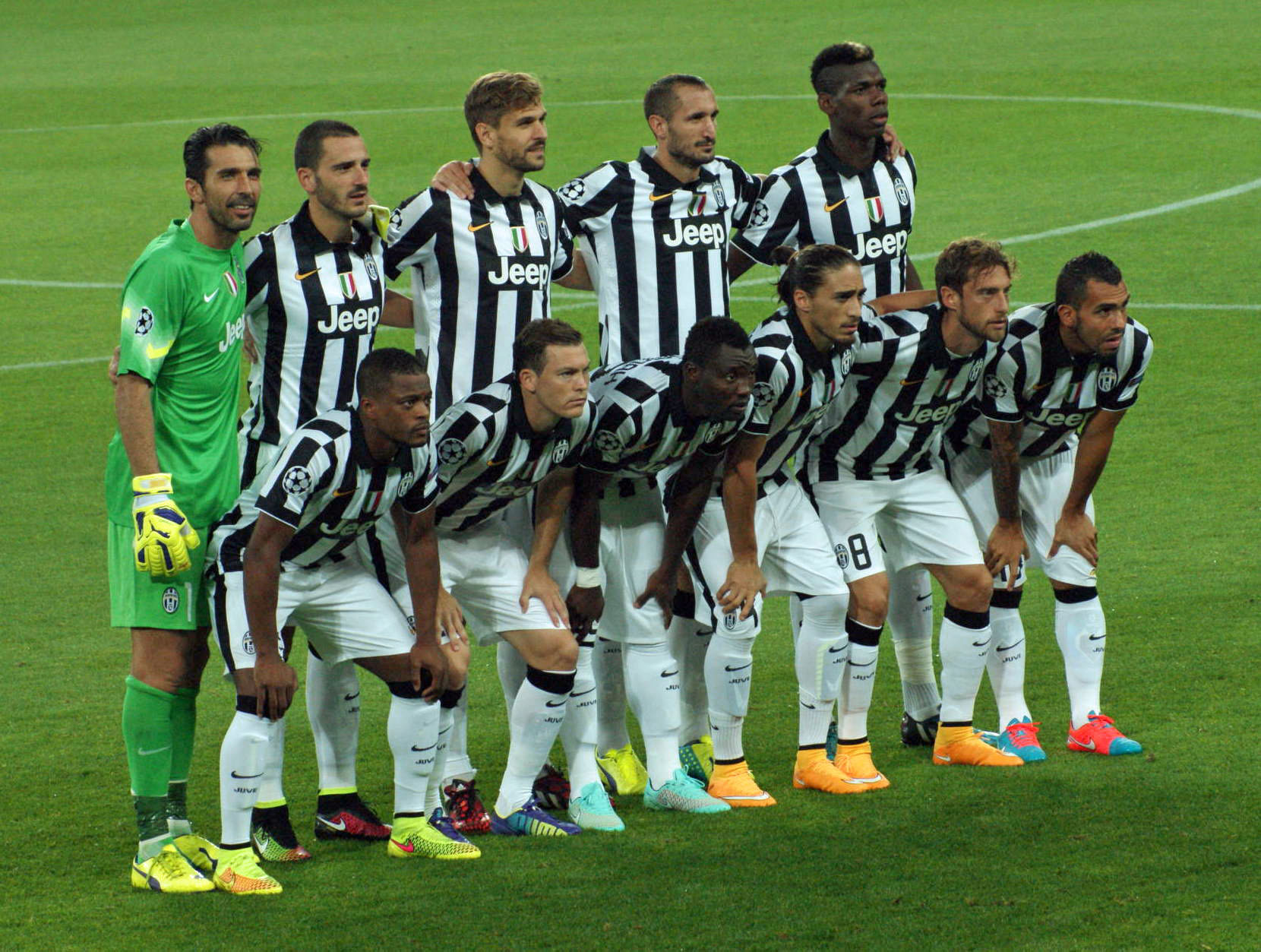
La Juventus supera la fase a gironi del torneo grazie all'ottenimento del secondo posto in classifica, alle spalle dell'Atlético Madrid, giungendo così agli ottavi di finale dopo la prematura eliminazione dell'anno passato.

Nel Gruppo A vengono inseriti gli spagnoli dell'Atlético Madrid, gli italiani della Juventus, i greci dell'Olympiakos e gli svedesi del Malmö FF.
Nella giornata d'esordio, l'Olympiakos batte inaspettatamente l'Atlético Madrid, finalista della precedente edizione, per 3-2 allo stadio Karaiskakīs grazie alle reti di Masuaku, Afellay e Mītroglou, che fanno appunto da contraltare a quelle avversarie di Mandžukić e Griezmann, mentre nell'altra partita, la Juventus ha la meglio per 2-0 sul Malmö FF allo Juventus Stadium con la doppietta di Tévez, il quale torna a segnare nella manifestazione europea dopo cinque anni dall'ultimo gol realizzato.
Nella seconda giornata, gli svedesi superano per 2-0 i greci allo Swedbank Stadion con la doppietta di Rosenberg; invece allo stadio Vicente Calderón, gli spagnoli piegano di misura gli italiani per 1-0 con il decisivo gol di Arda Turan.
Nella terza giornata, gli spagnoli travolgono nettamente gli svedesi per 5-0 a Madrid in virtù delle marcature di Koke, Mandžukić, Griezmann, Godín e Cerci, mentre ad Atene, i greci sconfiggono a sorpresa gli italiani per 1-0 grazie alla rete di Kasami, oltre che all'ottimo apporto del portiere Roberto, autore di parate fondamentali ai fini della vittoria per i padroni di casa.
Nella quarta giornata, l'Atlético Madrid prevale nuovamente sul Malmö FF, vincendo per 2-0 a Malmö con i gol di Koke e Raúl García; invece nell'altro match, la Juventus si prende la rivincita sull'Olympiakos, imponendosi con un pirotecnico 3-2 a Torino in seguito all'autorete del portiere Roberto, propiziata da un colpo di testa di Llorente, e alle marcature di Pirlo su calcio di punizione e di Pogba, intervallate da quelle avversarie ad opera di Botía e N'Dinga.
Nella quinta giornata, gli spagnoli hanno la meglio sui greci con un perentorio 4-0 allo stadio Vicente Calderón, frutto della tripletta di Mandžukić e della rete di Raúl García, che consentono così ai madrileni di qualificarsi agli ottavi di finale con un turno d'anticipo. Nell'altra partita, gli italiani espugnano in scioltezza il campo degli svedesi, trionfando per 2-0 allo Swedbank Stadion con i gol di Llorente e Tévez.
Nell'ultima giornata, la Juventus rimedia uno statico pareggio per 0-0 contro il già qualificato Atlético Madrid allo Juventus Stadium; risultato che vale comunque il secondo posto in classifica con 10 punti, alle spalle degli stessi spagnoli, piazzatisi invece al primo posto con 13 punti. Nell'altra gara, l'Olympiakos batte per 4-2 il Malmö FF allo stadio Karaiskakīs grazie alle marcature di Fuster, Domínguez, Mītroglou e Afellay, che fanno da contraltare a quelle avversarie di Kroon e Rosenberg. In virtù di tale punteggio, coadiuvato al pari fra i torinesi e i madrileni nell'altro incontro, i greci giungono solamente al terzo posto con 9 punti ed ottengono il ripescaggio in Europa League, mentre gli svedesi terminano la loro stagione europea all'ultimo posto del raggruppamento con 3 punti. 
| Squadra         | P.ti | G | V | P | S | GF | GS | DG  |
| --------------- | ---- | - | - | - | - | -- | -- | --- |
| Atlético Madrid | 13   | 6 | 4 | 1 | 1 | 14 | 3  | +11 |
| Juventus        | 10   | 6 | 3 | 1 | 2 | 7  | 4  | +3  |
| Olympiacos      | 9    | 6 | 3 | 0 | 3 | 10 | 13 | -3  |
| Malmö FF        | 3    | 6 | 1 | 0 | 5 | 4  | 15 | -11 |

| Arbitro: | Pedro Proença |

|                                       |           |                             |
| Masuaku 13’ Afellay 31’ Mītroglou 73’ | Marcatori | 38’ Mandžukić 86’ Griezmann |

| Arbitro: | Szymon Marciniak |

|                |           |  |
| Tévez 59’, 90’ | Marcatori |  |

| Arbitro: | Sergej Karasëv |

|                    |           |  |
| Rosenberg 42’, 82’ | Marcatori |  |

| Arbitro: | Felix Brych |

|           |           |  |
| Turan 75’ | Marcatori |  |

| Arbitro: | Matej Jug |

|                                                            |           |  |
| Koke 48’ Mandžukić 61’ Griezmann 63’ Godín 87’ Cerci 90+3’ | Marcatori |  |

| Arbitro: | Milorad Mažić |

|            |           |  |
| Kasami 36’ | Marcatori |  |

| Arbitro: | Mark Clattenburg |

|  |           |                     |
|  | Marcatori | 30’ Koke 78’ García |

| Arbitro: | Martin Atkinson |

|                                        |           |                      |
| Pirlo 21’ Roberto 65’ (aut.) Pogba 66’ | Marcatori | 24’ Botía 61’ Ndinga |

| Arbitro: | Wolfgang Stark |

|                                        |           |  |
| Raúl García 9’ Mandžukić 38’, 62’, 65’ | Marcatori |  |

| Arbitro: | Pedro Proença |

|  |           |                        |
|  | Marcatori | 49’ Llorente 88’ Tévez |

| Arbitro: | Stéphane Lannoy |

|                                                    |           |                         |
| Fuster 22’ Domínguez 63’ Mitroglou 87’ Afellay 90’ | Marcatori | 59’ Kroon 81’ Rosenberg |

| Torino 9 dicembre 2014, ore 20:45 CET 6ª giornata | Juventus       | 0 – 0 referto | Atlético Madrid | Juventus Stadium\| Arbitro: \| William Collum \| |
| Arbitro:                                          | William Collum |               |                 |                                                  |

## Gruppo B
Nel Gruppo B vengono inseriti gli spagnoli del Real Madrid, gli svizzeri del Basilea, gli inglesi del Liverpool e i bulgari del Ludogorec.
Nella prima giornata, il Liverpool batte per 2-1 l'esordiente Ludogorec all'Anfield grazie alle reti di Balotelli e Gerrard, quest'ultima avvenuta in pieno recupero su calcio di rigore, inframezzate da quella avversaria di Dani Abalo, mentre al Bernabéu, i campioni in carica del Real Madrid travolgono il Basilea con un perentorio 5-1, frutto dell'autogol di Suchý, propiziato da un cross di Nacho, e delle marcature di Bale, Cristiano Ronaldo, James Rodríguez e Benzema, intervallate da quella del momentaneo pari ospite ad opera di Derlis González.
Nella seconda giornata, gli svizzeri prevalgono per 1-0 sugli inglesi al St. Jakob-Park con il gol di Streller, invece allo stadio Vasil Levski, gli spagnoli superano in rimonta i bulgari per 2-1 grazie alla rete di Ronaldo su calcio di rigore e a quella di Benzema, che ribaltano appunto il vantaggio iniziale ad opera di Marcelinho.
Nella terza giornata, i bulgari colgono il primo successo nel raggruppamento, nonché il primo storico trionfo nella competizione, sconfiggendo per 1-0 gli svizzeri a Sofia in virtù della rete in pieno recupero di Minev. Nell'altra gara, gli spagnoli si impongono invece sugli inglesi con un perentorio 3-0 a Liverpool, frutto delle doppietta di Benzema e della marcatura di Ronaldo.
Nella quarta giornata, il Basilea si prende la rivincita sul Ludogorec, battendolo nettamente per 4-0 a Basilea con le reti di Embolo, Derlis González, Gashi e Suchý. Nell'altro match, il Real Madrid batte nuovamente il Liverpool, vincendo per 1-0 a Madrid con il decisivo gol di Benzema, che permette appunto ai madrileni di qualificarsi agli ottavi di finale con due turni d'anticipo.
Nella quinta giornata, i bulgari riescono a strappare un insperato pareggio per 2-2 contro gli inglesi allo stadio Vasil Levski grazie alle marcature di Dani Abalo e Terziev, che fanno appunto da contraltare a quelle avversarie di Lambert e Henderson, mentre al St. Jakob-Park, gli spagnoli espugnano il campo degli svizzeri per 1-0 con la decisiva rete di Ronaldo.
Nell'ultima giornata, il Real Madrid batte per 4-0 il Ludogorec al Bernabéu con i gol di Ronaldo, Bale, Arbeloa e Médran, consolidando il primo posto in classifica a punteggio pieno con 18 punti e diventando così la sesta squadra nella storia della manifestazione a vincere tutte le partite di una singola fase a gironi. Nell'altra gara, il Liverpool viene invece bloccato all'Anfield sul pareggio per 1-1 da un ostico Basilea (alla rete iniziale di Frei per gli elvetici risponde quella di Gerrard per i britannici); risultato che consente dunque agli svizzeri di centrare il secondo posto con 7 punti e di qualificarsi agli ottavi di finale, precedendo appunto gli stessi inglesi, piazzatisi solamente al terzo posto con 5 punti per ottenere il ripescaggio in Europa League. I bulgari terminano d'altro canto la loro prima esperienza nel massimo torneo continentale all'ultimo posto del girone con 4 punti conquistati.
| Squadra     | P.ti | G | V | P | S | GF | GS | DG  |
| ----------- | ---- | - | - | - | - | -- | -- | --- |
| Real Madrid | 18   | 6 | 6 | 0 | 0 | 16 | 2  | +14 |
| Basilea     | 7    | 6 | 2 | 1 | 3 | 7  | 8  | -1  |
| Liverpool   | 5    | 6 | 1 | 2 | 3 | 5  | 9  | -4  |
| Ludogorec   | 4    | 6 | 1 | 1 | 4 | 5  | 14 | -9  |

| Arbitro: | Matej Jug |

|                                    |           |             |
| Balotelli 82’ Gerrard 90+3’ (rig.) | Marcatori | 90+1’ Abalo |

| Arbitro: | Damir Skomina |

|                                                                 |           |              |
| Suchý 14’ (aut.) Bale 30’ Ronaldo 31’ Rodríguez 37’ Benzema 79’ | Marcatori | 38’ González |

| Arbitro: | Jonas Eriksson |

|              |           |  |
| Streller 52’ | Marcatori |  |

| Arbitro: | Craig Thomson |

|               |           |                                |
| Marcelinho 6’ | Marcatori | 24’ (rig.) Ronaldo 77’ Benzema |

| Arbitro: | Deniz Aytekin |

|             |           |  |
| Minev 90+2’ | Marcatori |  |

| Arbitro: | Nicola Rizzoli |

|  |           |                              |
|  | Marcatori | 23’ Ronaldo 30’, 41’ Benzema |

| Arbitro: | Stéphane Lannoy |

|                                             |           |  |
| Embolo 34’ González 41’ Gashi 59’ Suchý 65’ | Marcatori |  |

| Arbitro: | Viktor Kassai |

|             |           |  |
| Benzema 27’ | Marcatori |  |

| Arbitro: | Antonio Mateu Lahoz |

|                      |           |                          |
| Abalo 3’ Terziev 88’ | Marcatori | 8’ Lambert 37’ Henderson |

| Arbitro: | Milorad Mažić |

|  |           |               |
|  | Marcatori | 35’ C.Ronaldo |

| Arbitro: | Björn Kuipers |

|             |           |          |
| Gerrard 81’ | Marcatori | 25’ Frei |

| Arbitro: | Clément Turpin |

|                                                      |           |  |
| C.Ronaldo 20’ (rig.) Bale 38’ Arbeloa 80’ Medrán 88’ | Marcatori |  |

## Gruppo C
Nel Gruppo C vengono inseriti i portoghesi del Benfica, i russi dello Zenit San Pietroburgo, i tedeschi del Bayer Leverkusen e i francesi del Monaco.
Nella giornata d'esordio, il Monaco batte per 1-0 il Bayer Leverkusen allo Stade Louis II grazie alla decisiva rete di Moutinho, tornando al successo nella manifestazione dopo dieci anni d'assenza, mentre allo stadio da Luz, lo Zenit San Pietroburgo espugna nettamente il campo del Benfica per 2-0 con i gol di Hulk e Witsel, interrompendo la loro striscia d'imbattibilità casalinga che durava da cinquantuno partite consecutive fra tutte le competizioni.
Nella seconda giornata, i russi e i francesi pareggiano per 0-0 allo stadio Petrovskij, invece alla BayArena, i tedeschi superano i portoghesi per 3-1 in virtù delle marcature di Kießling, Son e Çalhanoğlu, quest'ultima avvenuta su calcio di rigore, intervallate da quella avversaria ad opera di Salvio.
Nella terza giornata, i tedeschi sconfiggono i russi per 2-0 a Leverkusen con le reti di Donati e Papadopoulos, mentre a Monte-Carlo, i francesi strappano un sofferto pareggio per 0-0 contro i portoghesi, soprattutto grazie all'apporto del proprio portiere Subašić, autore di parate fondamentali ai fini di tale punteggio.
Nella quarta giornata, il Benfica coglie la prima vittoria nel raggruppamento ai danni del Monaco, trionfando per 1-0 a Lisbona con il decisivo gol di Talisca; invece a San Pietroburgo, il Bayer Leverkusen si impone nuovamente sullo Zenit San Pietroburgo, vincendo per 2-1 grazie alla doppietta di Son, cui segue l'inutile marcatura avversaria di Rondón, la quale accorcia solamente le distanze nel finale.
Nella quinta giornata, i russi piegano i portoghesi per 1-0 allo stadio Petrovskij con la decisiva rete di Danny, ponendo inoltre prematuramente fine al loro cammino europeo, mentre alla BayArena, anche i francesi hanno la meglio sui tedeschi col medesimo risultato grazie al gol di Ocampos. Nonostante la sconfitta per mano dei monegaschi, i teutonici si qualificano comunque agli ottavi di finale in virtù del precedente trionfo dei ruteni a discapito dei lusitani.
Nell'ultima giornata, il Monaco prevale per 2-0 sullo Zenit San Pietroburgo allo Stade Louis II con le reti di Abdennour e Fabinho, centrando così il primo posto in classifica con 11 punti e scavalcando il già qualificato Bayer Leverkusen, fermato nel frattempo dal Benfica sul pareggio per 0-0 allo stadio da Luz, che giunge invece al secondo posto con 10 punti. Anche se sconfitti dai francesi, i russi agguantano comunque il terzo posto con 7 punti per ottenere il ripescaggio in Europa League, mentre i deludenti portoghesi chiudono il girone all'ultimo posto con 5 punti all'attivo.
| Squadra               | P.ti | G | V | P | S | GF | GS | DG |
| --------------------- | ---- | - | - | - | - | -- | -- | -- |
| Monaco                | 11   | 6 | 3 | 2 | 1 | 4  | 1  | +3 |
| Bayer Leverkusen      | 10   | 6 | 3 | 1 | 2 | 7  | 4  | +3 |
| Zenit San Pietroburgo | 7    | 6 | 2 | 1 | 3 | 4  | 6  | -2 |
| Benfica               | 5    | 6 | 1 | 2 | 3 | 2  | 6  | -4 |

| Arbitro: | Pavel Královec |

|              |           |  |
| Moutinho 61’ | Marcatori |  |

| Arbitro: | Svein Oddvar Moen |

|  |           |                    |
|  | Marcatori | 5’ Hulk 22’ Witsel |

| San Pietroburgo 1º ottobre 2014, ore 18:00 CET 2ª giornata | Zenit San Pietroburgo | 0 – 0 referto | Monaco | Stadio Petrovskij (13.817 spett.)\| Arbitro: \| Mark Clattenburg \| |
| Arbitro:                                                   | Mark Clattenburg      |               |        |                                                                     |

| Arbitro: | Martin Atkinson |

|                                                      |           |            |
| Kießling 25’ Son Heung-Min 34’ Çalhanoğlu 64’ (rig.) | Marcatori | 62’ Salvio |

| Arbitro: | Björn Kuipers |

|                             |           |  |
| Donati 58’ Papadopoulos 63’ | Marcatori |  |

| Comune di Monaco 22 ottobre 2014, ore 20:45 CET 3ª giornata | Monaco           | 0 – 0 referto | Benfica | Stade Louis II (12.776 spett.)\| Arbitro: \| Szymon Marciniak \| |
| Arbitro:                                                    | Szymon Marciniak |               |         |                                                                  |

| Arbitro: | Alberto Undiano Mallenco |

|            |           |                        |
| Rondón 89’ | Marcatori | 68’, 73’ Son Heung-Min |

| Arbitro: | David Fernández Borbalán |

|             |           |  |
| Talisca 82’ | Marcatori |  |

| Arbitro: | Nicola Rizzoli |

|           |           |  |
| Danny 79’ | Marcatori |  |

| Arbitro: | Paolo Tagliavento |

|  |           |             |
|  | Marcatori | 72’ Ocampos |

| Arbitro: | Damir Skomina |

|                           |           |  |
| Abdennour 63’ Fabinho 89’ | Marcatori |  |

| Lisbona 9 dicembre 2014, ore 20:45 CET 6ª giornata | Benfica          | 0 – 0 referto | Bayer Leverkusen | Estádio da Luz\| Arbitro: \| Aleksei Kulbakov \| |
| Arbitro:                                           | Aleksei Kulbakov |               |                  |                                                  |

## Gruppo D
Nel Gruppo D vengono inseriti gli inglesi dell'Arsenal, i tedeschi del Borussia Dortmund, i turchi del Galatasaray e i belgi dell'Anderlecht.
Nella giornata d'esordio, il Borussia Dortmund batte nettamente per 2-0 l'Arsenal al Westfalenstadion con le reti di Immobile e Aubameyang; mentre alla Türk Telekom Arena, il Galatasaray e l'Anderlecht pareggiano per 1-1: al vantaggio iniziale di Praet per gli ospiti risponde il gol in pieno recupero di Burak Yılmaz per i padroni di casa.
Nella seconda giornata, gli inglesi si riscattano e travolgono i turchi con un perentorio 4-1 all'Emirates Stadium grazie alla tripletta di Welbeck e alla rete di Sánchez, cui segue l'inutile marcatura avversaria di Burak Yılmaz su calcio di rigore; invece allo stadio Vanden Stock, i tedeschi espugnano il campo dei belgi con un netto 3-0 in virtù della doppietta di Adrián Ramos e del gol di Immobile.
Nella terza giornata, gli inglesi superano in rimonta i belgi per 2-1 ad Anderlecht con le marcature in extremis di Gibbs e Podolski, che ribaltano appunto quella iniziale ad opera di Najar; mentre ad Istanbul, i tedeschi si impongono in scioltezza sui turchi per 4-0 con la doppietta di Aubameyang e le reti di Reus e Adrián Ramos.
Nella quarta giornata, l'Anderlecht strappa un clamoroso pareggio in rimonta per 3-3 contro l'Arsenal a Londra grazie alla doppietta di Vanden Borre e al gol in pieno recupero di Mitrović, i quali equalizzano appunto le marcature avversarie ad opera di Arteta, Sánchez e Oxlade-Chamberlain; invece nell'altra partita, il Borussia Dortmund sconfigge nuovamente il Galatasaray, avendo nettamente la meglio per 4-1 a Dortmund in virtù dell'autogol di Kaya e delle reti di Immobile, Sōkratīs e Reus, che fanno da contraltare all'unica avversaria di Balta e consentono dunque ai teutonici di qualificarsi agli ottavi di finale con due turni d'anticipo.
Nella quinta giornata, i belgi colgono il primo successo nel raggruppamento a discapito dei turchi, battendoli per 2-0 allo stadio Vanden Stock grazie alla doppietta di Mbemba e ponendo conseguentemente fine alla loro stagione europea. Per i padroni di casa si tratta inoltre della prima vittoria casalinga ottenuta nella competizione dopo dodici anni dall'ultima verificatasi. Nell'altra gara, gli inglesi infliggono invece ai tedeschi la loro prima sconfitta nel girone, superandoli per 2-0 all'Emirates Stadium con i gol di Sanogo e Sánchez, i quali valgono anche la qualificazione agli ottavi di finale con un turno d'anticipo per i londinesi.
Nell'ultima giornata, l'Arsenal travolge il Galatasaray con un perentorio 4-1 alla Türk Telekom Arena in virtù delle rispettive doppiette di Podolski e Ramsey, cui segue l'inutile rete avversaria ad opera di Sneijder, mentre al Westfalenstadion, il Borussia Dortmund viene bloccato dall'Anderlecht sul pareggio per 1-1 (all'iniziale gol di Immobile per i padroni di casa risponde quello di Mitrović per gli ospiti). Nonostante entrambi i club abbiano concluso il girone a pari merito con 13 punti, i tedeschi si classificano al primo posto in virtù di una miglior differenza reti generale rispetto agli inglesi, che si piazzano quindi al secondo posto. I belgi consolidano invece il già assicurato terzo posto con 6 punti, ottenendo così il ripescaggio in Europa League, mentre i deludenti turchi finisco all'ultimo posto con solamente 1 punto all'attivo.  
| Squadra           | P.ti | G | V | P | S | GF | GS | DG  |
| ----------------- | ---- | - | - | - | - | -- | -- | --- |
| Borussia Dortmund | 13   | 6 | 4 | 1 | 1 | 14 | 4  | +10 |
| Arsenal           | 13   | 6 | 4 | 1 | 1 | 15 | 8  | +7  |
| Anderlecht        | 6    | 6 | 1 | 3 | 2 | 8  | 10 | -2  |
| Galatasaray       | 1    | 6 | 0 | 1 | 5 | 4  | 19 | -15 |

| Arbitro: | István Vad |

|              |           |           |
| Yılmaz 90+1’ | Marcatori | 52’ Praet |

| Arbitro: | Olegário Benquerença |

|                             |           |  |
| Immobile 45’ Aubameyang 48’ | Marcatori |  |

| Arbitro: | Gianluca Rocchi |

|                                   |           |                   |
| Welbeck 22’, 30’, 52’ Sánchez 41’ | Marcatori | 63’ (rig.) Yılmaz |

| Arbitro: | Paolo Tagliavento |

|  |           |                            |
|  | Marcatori | 3’ Immobile 69’, 79’ Ramos |

| Arbitro: | Carlos Velasco Carballo |

|           |           |                          |
| Najar 71’ | Marcatori | 89’ Gibbs 90+1’ Podolski |

| Arbitro: | Antonio Mateu Lahoz |

|  |           |                                       |
|  | Marcatori | 6’, 18’ Aubameyang 41’ Reus 83’ Ramos |

| Arbitro: | Clément Turpin |

|                                                      |           |                                           |
| Arteta 25’ (rig.) Sánchez 29’ Oxlade-Chamberlain 58’ | Marcatori | 61’, 73’ (rig.) Vanden Borre 90’ Mitrović |

| Arbitro: | Pavel Královec |

|                                                            |           |           |
| Reus 39’ Papastathopoulos 56’ Immobile 74’ Kaya 85’ (aut.) | Marcatori | 70’ Balta |

| Arbitro: | Ivan Bebek |

|                 |           |  |
| Mbemba 44’, 86’ | Marcatori |  |

| Arbitro: | Viktor Kassai |

|                       |           |  |
| Sanogo 2’ Sánchez 57’ | Marcatori |  |

| Arbitro: | David Fernández Borbalán |

|              |           |                                    |
| Sneijder 88’ | Marcatori | 3’, 90+2’ Podolski 11’, 29’ Ramsey |

| Arbitro: | Alberto Undiano Mallenco |

|              |           |              |
| Immobile 58’ | Marcatori | 84’ Mitrović |

## Gruppo E
Nel Gruppo E vengono inseriti i tedeschi del Bayern Monaco, gli inglesi del Manchester City, i russi del CSKA Mosca e gli italiani della Roma.
Nella giornata d'esordio, la Roma batte il CSKA Mosca con un roboante 5-1 allo stadio Olimpico grazie all'autorete di Ignaševič, alla doppietta di Gervinho e ai gol di Iturbe e Maicon, cui segue quello inutile avversario ad opera di Musa nel finale, tornando così al successo nella manifestazione dopo quattro anni d'assenza. Nell'altra partita, il Bayern Monaco piega invece il Manchester City per 1-0 all'Allianz Arena con la decisiva marcatura di Boateng.
Nella seconda giornata, i tedeschi prevalgono per 1-0 sui russi all'Arena Chimki con la decisiva rete di Müller su calcio di rigore, mentre all'Etihad Stadium, gli inglesi e gli italiani pareggiano invece per 1-1: al gol iniziale di Agüero su calcio di rigore per i padroni di casa risponde quello di Totti per gli ospiti, con quest'ultimo che diventa inoltre il marcatore più anziano nella storia della competizione all'età di 38 anni e 3 giorni, superando il precedente record appartenuto a Giggs.
Nella terza giornata, i russi strappano un pareggio per 2-2 contro gli inglesi a Mosca grazie alle marcature di Doumbia e Natkho, quest'ultima avvenuta su calcio di rigore, che rimontano appunto quelle iniziali di Agüero e Milner; invece a Roma, i tedeschi espugnano il campo degli italiani con un clamoroso 7-1, frutto della doppietta di Robben e delle reti di Götze, Lewandowski, Müller su calcio di rigore, Ribéry e Shaqiri, mentre è di Gervinho l'unico gol messo a segno dai capitolini, i quali subiscono così la loro peggior sconfitta casalinga a livello europeo.
Nella quarta giornata, il CSKA Mosca supera a sorpresa il Manchester City, vincendo per 2-1 a Manchester con la doppietta di Doumbia, intervallata dalla rete del momentaneo pari ad opera di Touré su calcio di punizione; mentre nell'altro match, il Bayern Monaco batte nuovamente la Roma, imponendosi per 2-0 a Monaco di Baviera grazie ai gol di Ribéry e Götze, qualificandosi dunque agli ottavi di finale con due turni d'anticipo.
Nella quinta giornata, i russi e gli italiani pareggiano per 1-1 all'Arena Chimki: alla marcatura iniziale di Totti su calcio di punizione per gli ospiti risponde quella in pieno recupero di Berezuckij per i padroni di casa. Nell'altra gara, gli inglesi infliggono invece ai tedeschi la loro prima sconfitta nel raggruppamento, superandoli in rimonta per 3-2 all'Etihad Stadium grazie alla tripletta di Agüero, la quale ribalta appunto le reti avversarie ad opera di Alonso e Lewandowski.
Nell'ultima giornata, il Bayern Monaco consolida il primo posto in classifica con 15 punti dopo aver nettamente sconfitto il CSKA Mosca per 3-0 all'Allianz Arena (decidono le reti di Müller, Rode e Götze), mentre il Manchester City prevale per 2-0 sulla Roma allo stadio Olimpico grazie ai gol di Nasri e Zabaleta, centrando così la seconda piazza del gruppo con 8 punti. Gli italiani e i russi terminano invece il girone a pari merito con 5 punti, ma sono i romani a conquistare il terzo posto valevole per il ripescaggio in Europa League per via degli scontri diretti favorevoli contro gli stessi moscoviti, i quali giungono dunque all'ultimo posto. 
| Squadra         | P.ti | G | V | P | S | GF | GS | DG  |
| --------------- | ---- | - | - | - | - | -- | -- | --- |
| Bayern Monaco   | 15   | 6 | 5 | 0 | 1 | 16 | 4  | +12 |
| Manchester City | 8    | 6 | 2 | 2 | 2 | 9  | 8  | +1  |
| Roma            | 5    | 6 | 1 | 2 | 3 | 8  | 14 | -6  |
| CSKA Mosca      | 5    | 6 | 1 | 2 | 3 | 6  | 13 | -7  |

| Arbitro: | David Fernández Borbalán |

|                                                             |           |          |
| Iturbe 6’ Gervinho 10’, 31’ Maicon 20’ Ignaševič 50’ (aut.) | Marcatori | 82’ Musa |

| Arbitro: | Alberto Undiano Mallenco |

|             |           |  |
| Boateng 90’ | Marcatori |  |

| Arbitro: | William Collum |

|  |           |                   |
|  | Marcatori | 22’ (rig.) Müller |

| Arbitro: | Björn Kuipers |

|                  |           |           |
| Agüero 4’ (rig.) | Marcatori | 23’ Totti |

| Arbitro: | István Vad |

|                               |           |                       |
| Doumbia 65’ Natkho 86’ (rig.) | Marcatori | 29’ Agüero 38’ Milner |

| Arbitro: | Jonas Eriksson |

|              |           |                                                                                   |
| Gervinho 66’ | Marcatori | 9’, 30’ Robben 23’ Götze 25’ Lewandowski 36’ (rig.) Müller 78’ Ribéry 80’ Shaqiri |

| Arbitro: | Tasos Sidiropoulos |

|          |           |                 |
| Touré 8’ | Marcatori | 2’, 34’ Doumbia |

| Arbitro: | Cüneyt Çakır |

|                      |           |  |
| Ribéry 38’ Götze 64’ | Marcatori |  |

| Arbitro: | Felix Brych |

|                     |           |           |
| V. Berezuckij 90+3’ | Marcatori | 43’ Totti |

| Arbitro: | Pavel Královec |

|                               |           |                               |
| Agüero 22’ (rig.), 85’, 90+1’ | Marcatori | 40’ X. Alonso 45’ Lewandowski |

| Arbitro: | Milorad Mažić |

|  |           |                        |
|  | Marcatori | 60’ Nasri 86’ Zabaleta |

| Arbitro: | Olegário Benquerença |

|                                      |           |  |
| Müller 18’ (rig.) Rode 84’ Götze 90’ | Marcatori |  |

## Gruppo F
Nel Gruppo F vengono inseriti gli spagnoli del Barcellona, i francesi del Paris Saint-Germain, gli olandesi dell'Ajax e i ciprioti dell'APOEL.
Nella giornata d'esordio, il Barcellona batte per 1-0 l'APOEL al Camp Nou con la decisiva rete di Piqué; mentre all'Amsterdam Arena, l'Ajax riesce a bloccare il Paris Saint-Germain sul pareggio per 1-1: al gol iniziale di Cavani per gli ospiti risponde quello di Schöne su calcio di punizione per i padroni di casa.
Nella seconda giornata, i francesi hanno la meglio sugli spagnoli con un pirotecnico 3-2 al Parco dei Principi grazie alle marcature di David Luiz, Verratti e Matuidi, che fanno appunto da contraltare a quelle avversarie di Messi e Neymar; invece nell'altra partita, i ciprioti impongono agli olandesi il pareggio per 1-1 allo stadio Neo GSP: al vantaggio iniziale di Andersen per gli ospiti risponde la rete di Manduca su calcio di rigore per i padroni di casa.
Nella terza giornata, gli spagnoli prevalgono per 3-1 sugli olandesi a Barcellona in virtù dei gol di Neymar, Messi e Sandro Ramírez, cui segue quello inutile di El Ghazi a favore dei neerlandesi; mentre a Nicosia, i francesi espugnano a fatica il campo dei ciprioti, trionfando solamente nel finale di gara per 1-0 con la decisiva marcatura di Cavani.
Nella quarta giornata, il Paris Saint-Germain batte nuovamente l'APOEL per 1-0, vincendo appunto a Parigi grazie ad un'altra cruciale rete di Cavani, il quale va a segno dopo cinquantasei secondi dal fischio d'inizio, consentendo inoltre ai parigini di qualificarsi agli ottavi di finale con due turni d'anticipo. Nell'altro match, anche il Barcellona sconfigge di nuovo l'Ajax, avendo nettamente la meglio per 2-0 ad Amsterdam con la risolutiva doppietta di Messi, che permette pure agli stessi catalani di centrare la prematura qualificazione al turno successivo.
Nella quinta giornata, gli spagnoli travolgono i ciprioti con un perentorio 4-0 allo stadio Neo GSP in virtù del gol di Suárez e della tripletta di Messi, con quest'ultimo che stabilisce il record di reti segnate nella manifestazione, arrivando a quota 74 per superare quello precedente detenuto da Raúl, fermo a 71, e diventando così momentaneamente il miglior cannoniere nella storia del torneo. Nell'altra partita, i francesi si impongono per 3-1 sugli olandesi al Parco dei Principi grazie alla doppietta di Cavani e alla marcatura di Ibrahimović, inframezzate da quella del temporaneo pari avversario ad opera di Klaassen.
Nell'ultima giornata, il Barcellona batte in rimonta per 3-1 il Paris Saint-Germain al Camp Nou con le reti di Messi, Neymar e Suárez, le quali ribaltano appunto l'iniziale vantaggio parigino ad opera di Ibrahimović, permettendo così agli spagnoli di centrare il primo posto in classifica con 15 punti a discapito degli stessi francesi, che si piazzano invece al secondo posto con 13 punti. Nell'altra gara, l'Ajax prevale nettamente sull'APOEL per 4-0 all'Amsterdam Arena grazie alla doppietta di Schöne e ai gol di Klaassen e Milik, agguantando dunque il terzo posto del girone con 5 punti ed ottenendo conseguentemente il ripescaggio in Europa League alle spese degli stessi ciprioti, che chiudono d'altro canto all'ultimo posto con solamente 1 punto all'attivo.  
| Squadra             | P.ti | G | V | P | S | GF | GS | DG  |
| ------------------- | ---- | - | - | - | - | -- | -- | --- |
| Barcellona          | 15   | 6 | 5 | 0 | 1 | 15 | 5  | +10 |
| Paris Saint-Germain | 13   | 6 | 4 | 1 | 1 | 10 | 7  | +3  |
| Ajax                | 5    | 6 | 1 | 2 | 3 | 8  | 10 | -2  |
| APOEL               | 1    | 6 | 0 | 1 | 5 | 1  | 12 | -11 |

| Arbitro: | Deniz Aytekin |

|           |           |  |
| Piqué 28’ | Marcatori |  |

| Arbitro: | Wolfgang Stark |

|            |           |            |
| Schöne 74’ | Marcatori | 14’ Cavani |

| Arbitro: | Nicola Rizzoli |

|                                         |           |                      |
| David Luiz 10’ Verratti 26’ Matuidi 54’ | Marcatori | 12’ Messi 56’ Neymar |

| Arbitro: | Milorad Mažić |

|                    |           |              |
| Manduca 31’ (rig.) | Marcatori | 28’ Andersen |

| Arbitro: | Ovidiu Haţegan |

|  |           |            |
|  | Marcatori | 87’ Cavani |

| Arbitro: | William Collum |

|                                  |           |              |
| Neymar 7’ Messi 24’ Sandro 90+4’ | Marcatori | 88’ El Ghazi |

| Arbitro: | Olegário Benquerença |

|           |           |  |
| Cavani 1’ | Marcatori |  |

| Arbitro: | Pedro Proença |

|  |           |                |
|  | Marcatori | 36’, 76’ Messi |

| Arbitro: | Gianluca Rocchi |

|  |           |                                     |
|  | Marcatori | 27’ Luis Suárez 38’, 58’, 87’ Messi |

| Arbitro: | Matej Jug |

|                                 |           |              |
| Cavani 33’, 83’ Ibrahimović 78’ | Marcatori | 67’ Klaassen |

| Arbitro: | Martin Atkinson |

|                                      |           |                 |
| Messi 19’ Neymar 42’ Luis Suárez 77’ | Marcatori | 15’ Ibrahimović |

| Arbitro: | Carlos Velasco Carballo |

|                                                 |           |  |
| Schöne 45+1’ (rig.), 50’ Klaassen 53’ Milik 74’ | Marcatori |  |

## Gruppo G

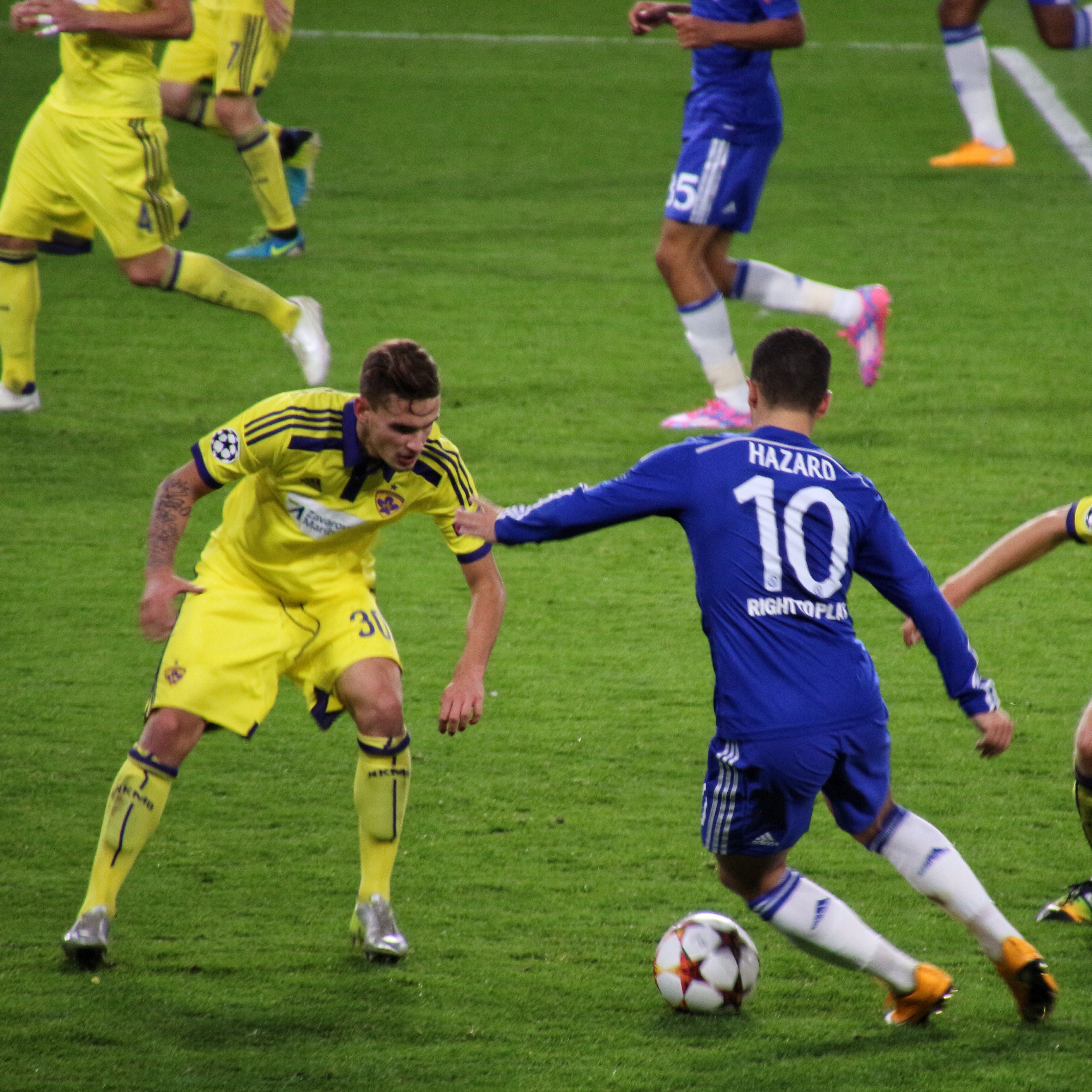
Una fase del match dello Stamford Bridge tra i padroni di casa del Chelsea e il Maribor.

Nel Gruppo G vengono inseriti gli inglesi del Chelsea, i tedeschi dello Schalke 04, i portoghesi dello Sporting Lisbona e gli sloveni del Maribor.
Nella giornata d'esordio, il Chelsea viene bloccato dallo Schalke 04 sul pareggio per 1-1 allo Stamford Bridge: al gol iniziale di Fàbregas per i padroni di casa risponde quello di Huntelaar per gli ospiti. Nell'altra gara, pure il Maribor e lo Sporting Lisbona si dividono la posta in palio col medesimo risultato allo stadio Ljudski vrt: al vantaggio iniziale ad opera di Nani per i lusitani replica la marcatura in pieno recupero di Zahović per i balcanici.
Nella seconda giornata, gli inglesi superano i portoghesi per 1-0 allo stadio José Alvalade con la decisiva rete di Matić; mentre alla Veltins-Arena, gli sloveni riescono ad imporre anche ai tedeschi il pareggio per 1-1 grazie al gol di Bohar, cui risponde quello di Huntelaar in favore degli stessi teutonici.
Nella terza giornata, i tedeschi hanno la meglio sui portoghesi con un pirotecnico 4-3 a Gelsenkirchen in virtù delle reti di Obasi, Huntelaar, Höwedes e Choupo-Moting, quest'ultima avvenuta in pieno recupero su calcio di rigore, le quali fanno appunto da contraltare a quelle avversarie di Nani e Adrien Silva, quest'ultimo autore di una doppietta. Nell'altra partita, gli inglesi travolgono invece gli sloveni con un perentorio 6-0 a Londra, frutto dell'autogol di Virer, della doppietta di Hazard e delle marcature di Rémy, Drogba e Terry, centrando così la loro più ampia vittoria mai conseguita nella manifestazione.
Nella quarta giornata, lo Sporting Lisbona si prende la rivincita sullo Schalke 04, sconfiggendolo per 4-2 a Lisbona con i gol di Sarr, Jefferson, Nani e Slimani, intervallati dall'autorete dello stesso attaccante algerino e dalla marcatura di Aogo, ottenendo dunque il primo successo nel raggruppamento. Nell'altro match, il Maribor ferma a sorpresa il Chelsea sul pareggio per 1-1 a Marburgo sulla Drava: al vantaggio iniziale di Ibraimi per i padroni di casa replica la rete di Matić per gli ospiti, ai quali sfugge tuttavia il trionfo nel finale dopo che il portiere avversario Handanovič para un calcio di rigore battuto da Hazard.
Nella quinta giornata, gli inglesi prevalgono nettamente sui tedeschi con un sonoro 5-0 alla Veltins-Arena grazie all'autogol di Kirchhoff e alle reti di Terry, Willian, Drogba e Ramires, che permettono appunto ai londinesi di qualificarsi agli ottavi di finale con un turno d'anticipo; mentre allo stadio José Alvalade, i portoghesi superano gli sloveni per 3-1 con le marcature di Carlos Mané, Nani e Slimani, inframezzate dall'autorete di Jefferson a favore dei balcanici, i quali vengono così prematuramente eliminati dalla competizione in virtù di tale risultato.
Nell'ultima giornata, il Chelsea certifica il primo posto in classifica con 14 punti dopo aver sconfitto lo Sporting Lisbona per 3-1 allo Stamford Bridge (decidono le reti di Fàbregas, Schürrle e Mikel, mentre è di Jonathan Silva l'unica marcatura ospite); invece allo stadio Ljudski vrt, lo Schalke 04 espugna il campo del Maribor per 1-0 con il cruciale gol di Meyer, che consente appunto ai tedeschi di piazzarsi al secondo posto con 8 punti e di ottenere la qualificazione agli ottavi di finale a discapito dei portoghesi, i quali giungono solamente al terzo posto del girone con 7 punti per ottenere il ripescaggio in Europa League. Gli sloveni chiudono d'altro canto all'ultimo posto con 3 punti, terminando anzitempo la loro stagione europea.    
| Squadra          | P.ti | G | V | P | S | GF | GS | DG  |
| ---------------- | ---- | - | - | - | - | -- | -- | --- |
| Chelsea          | 14   | 6 | 4 | 2 | 0 | 17 | 3  | +14 |
| Schalke 04       | 8    | 6 | 2 | 2 | 2 | 9  | 14 | -5  |
| Sporting Lisbona | 7    | 6 | 2 | 1 | 3 | 12 | 12 | 0   |
| Maribor          | 3    | 6 | 0 | 3 | 3 | 4  | 13 | -9  |

| Arbitro: | Ivan Bebek |

|              |           |               |
| Fàbregas 11’ | Marcatori | 62’ Huntelaar |

| Arbitro: | Clément Turpin |

|               |           |          |
| Zahovič 90+2’ | Marcatori | 80’ Nani |

| Arbitro: | Antonio Mateu Lahoz |

|  |           |           |
|  | Marcatori | 34’ Matić |

| Arbitro: | Carlos Velasco Carballo |

|               |           |           |
| Huntelaar 56’ | Marcatori | 37’ Bohar |

| Arbitro: | Sergej Karasëv |

|                                                                |           |                                |
| Obasi 34’ Huntelaar 51’ Höwedes 60’ Choupo-Moting 90+3’ (rig.) | Marcatori | 16’ Nani 64’ (rig.), 78’ Silva |

| Arbitro: | Danny Makkelie |

|                                                                              |           |  |
| Rémy 13’ Drogba 23’ (rig.) Terry 31’ Viler 54’ (aut.) Hazard 77’ (rig.), 90’ | Marcatori |  |

| Arbitro: | Paolo Tagliavento |

|                                               |           |                             |
| Sarr 26’ Jefferson 52’ Nani 72’ Slimani 90+1’ | Marcatori | 17’ (aut.) Slimani 88’ Aogo |

| Arbitro: | Daniele Orsato |

|             |           |           |
| Ibraimi 50’ | Marcatori | 73’ Matić |

| Arbitro: | Jonas Eriksson |

|  |           |                                                                  |
|  | Marcatori | 2’ Terry 29’ Willian 44’ (aut.) Kirchhoff 76’ Drogba 78’ Ramires |

| Arbitro: | Craig Thomson |

|                               |           |                      |
| Mané 10’ Nani 35’ Slimani 65’ | Marcatori | 42’ (aut.) Jefferson |

| Arbitro: | Svein Oddvar Moen |

|                                               |           |                    |
| Fàbregas 8’ (rig.) Schürrle 16’ Obi Mikel 56’ | Marcatori | 50’ Jonathan Silva |

| Arbitro: | Szymon Marciniak |

|  |           |           |
|  | Marcatori | 62’ Meyer |

## Gruppo H
Nel Gruppo H vengono inseriti i portoghesi del Porto, gli ucraini dello Šachtar, gli spagnoli dell'Athletic Bilbao e i bielorussi del BATĖ Borisov.
Nella giornata d'esordio, il Porto batte nettamente il BATĖ Borisov per 6-0 allo stadio do Dragão con la tripletta di Brahimi e le reti di Jackson Martínez, Adrián López e Aboubakar, che fanno così registrare la più ampia vittoria mai conseguita dai lusitani nella storia della competizione. Nell'altra gara, l'Athletic Bilbao e lo Šachtar pareggiano invece per 0-0 al San Mamès in un incontro nel quale l'equilibrio regna sovrano.
Nella seconda giornata, i portoghesi riescono a strappare un pareggio in rimonta per 2-2 contro gli ucraini all'Arena L'viv grazie alla doppietta di Jackson Martínez, avvenuta in pieno recupero, che equalizza appunto le iniziali reti di Teixeira e Luiz Adriano; mentre alla Barysaŭ-Arėna, i bielorussi sconfiggono a sorpresa gli spagnoli per 2-1 con i gol di Paljakoŭ e Karnicki, cui segue l'inutile marcatura avversaria ad opera di Aduriz, la quale accorcia solamente le distanze.
Nella terza giornata, gli ucraini colgono il primo successo nel raggruppamento, travolgendo i bielorussi con un clamoroso 7-0 a Borisov, frutto delle reti di Teixeira e Douglas Costa, nonché dell'incredibile cinquina di Luiz Adriano, il quale diventa il secondo giocatore di sempre a siglare cinque reti in un'unica partita della manifestazione, eguagliando il record di Messi e contribuendo inoltre sia nel regalare alla formazione filorussa la sua più ampia vittoria mai conseguita nel torneo, sia nel rendere la propria squadra come la prima ad aver realizzato sei marcature nel primo tempo di un singolo match della competizione; mentre per i bielorussi si tratta invece della più pesante sconfitta mai patita a livello europeo. Nell'altro incontro, i portoghesi superano gli spagnoli per 2-1 a Porto in virtù delle reti di Herrera e Quaresma, intervallate da quella del momentaneo pari basco ad opera di Guillermo.
Nella quarta giornata, lo Šachtar sconfigge nuovamente il BATĖ Borisov, imponendosi con altisonante 5-0 a Leopoli grazie alla tripletta di Luiz Adriano e alle marcature di Srna e Teixeira; mentre a Bilbao, anche il Porto ha di nuovo la meglio sull'Athletic Bilbao, sconfiggendolo per 2-0 con i gol di Jackson Martínez e Brahimi, i quali consentono appunto ai lusitani di qualificarsi agli ottavi di finale con due giornate d'anticipo e di condannare invece i baschi alla prematura eliminazione dal torneo.
Nella quinta giornata, i portoghesi prevalgono per 3-0 sui bielorussi alla Barysaŭ-Arėna con le reti di Herrera, Jackson Martínez e Tello, eliminandoli conseguentemente dalla manifestazione; mentre all'Arena L'viv, gli spagnoli espugnano il campo degli ucraini per 1-0 grazie al decisivo gol di San José, che permette così agli ospiti di centrare il primo successo nel girone, nonché la prima vittoria nella competizione dopo sedici anni dall'ultima ottenuta. Nonostante la sconfitta per mano dei baschi, gli ucraini agguantano comunque la qualificazione agli ottavi di finale con un turno d'anticipo in virtù del precedente trionfo dei lusitani ai danni dei bielorussi.
Nell'ultima giornata, il Porto e lo Šachtar, entrambi già qualificati, pareggiano per 1-1 allo stadio do Dragão (all'iniziale rete di Stepanenko per gli ospiti risponde quella di Aboubakar per i padroni di casa) e si piazzano rispettivamente al primo posto con 14 punti e al secondo posto con 9 punti; mentre nell'altro match, l'Athletic Bilbao si impone per 2-0 sul BATĖ Borisov al San Mamès (decidono i gol di San José e Susaeta), conquistando dunque il terzo posto in classifica con 7 punti per ottenere il ripescaggio in Europa League a discapito degli stessi bielorussi, che giungono invece all'ultimo posto del girone con 3 punti, stabilendo inoltre il record negativo di marcature subite in una singola fase a gironi del torneo, toccando quota 24. 
| Squadra         | P.ti | G | V | P | S | GF | GS | DG  |
| --------------- | ---- | - | - | - | - | -- | -- | --- |
| Porto           | 14   | 6 | 4 | 2 | 0 | 16 | 4  | +12 |
| Šachtar         | 9    | 6 | 2 | 3 | 1 | 15 | 4  | +11 |
| Athletic Bilbao | 7    | 6 | 2 | 1 | 3 | 5  | 6  | -1  |
| BATĖ Borisov    | 3    | 6 | 1 | 0 | 5 | 2  | 24 | -22 |

| Arbitro: | Bas Nijhuis |

|                                                                  |           |  |
| Brahimi 5’, 32’, 57’ Martínez 37’ Adrián López 61’ Aboubakar 76’ | Marcatori |  |

| Bilbao 17 settembre 2014, ore 20:45 CET 1ª giornata | Athletic Bilbao    | 0 – 0 referto | Šachtar | Estadio de San Mamès (48.351 spett.)\| Arbitro: \| Tasos Sidiropoulos \| |
| Arbitro:                                            | Tasos Sidiropoulos |               |         |                                                                          |

| Arbitro: | Cüneyt Çakır |

|                                    |           |                            |
| Alex Teixeira 52’ Luiz Adriano 85’ | Marcatori | 89’ (rig.), 90+4’ Martínez |

| Arbitro: | Stéphane Lannoy |

|                            |           |            |
| Paljakoŭ 19’ Karnickyj 41’ | Marcatori | 45’ Aduriz |

| Arbitro: | Ivan Bebek |

|  |           |                                                                                        |
|  | Marcatori | 11’ Alex Teixeira 28’ (rig.), 36’, 40’, 44’, 82’ (rig.) Luiz Adriano 35’ Douglas Costa |

| Arbitro: | Damir Skomina |

|                          |           |               |
| Herrera 45’ Quaresma 75’ | Marcatori | 58’ Guillermo |

| Arbitro: | Wolfgang Stark |

|                                                                |           |  |
| Srna 19’ Alex Teixeira 48’ Luiz Adriano 58’ (rig.), 83’, 90+3’ | Marcatori |  |

| Arbitro: | Felix Brych |

|  |           |                          |
|  | Marcatori | 56’ Martínez 73’ Brahimi |

| Arbitro: | Ovidiu Haţegan |

|  |           |                                    |
|  | Marcatori | 56’ Herrera 65’ Martínez 89’ Tello |

| Arbitro: | Mark Clattenburg |

|  |           |              |
|  | Marcatori | 68’ San José |

| Arbitro: | Ruddy Buquet |

|               |           |                |
| Aboubakar 87’ | Marcatori | 50’ Stepanenko |

| Arbitro: | Daniele Orsato |

|                                |           |  |
| Mikel San José 47’ Susaeta 88’ | Marcatori |  |